# Лионардвил (Канзас)
Лионардвил (енгл. Leonardville) град је у америчкој савезној држави Канзас.

## Демографија
По попису из 2010. године број становника је 449, што је 51 (12,8%) становника више него 2000. године.
| Група             | 2000.       | 2010.       |
| Белци             | 391 (98,2%) | 419 (93,3%) |
| Афроамериканци    | 0 (0,0%)    | 3 (0,7%)    |
| Азијати           | 2 (0,5%)    | 0 (0,0%)    |
| Хиспаноамериканци | 2 (0,5%)    | 20 (4,5%)   |
| Укупно            | 398         | 449         |